# サムツェ
サムツェは、ブータンのサムツェ県にある町である。インド国境の都市、チャムルチに隣接する。人口はで5,396人。（2017年時点）これは、サムツェという町の人口であり、サムツェ県の人口とは異なる。県の人口は2005年のブータン政府の国勢調査では60,100人であり、2010年には65,387人と推定された。 

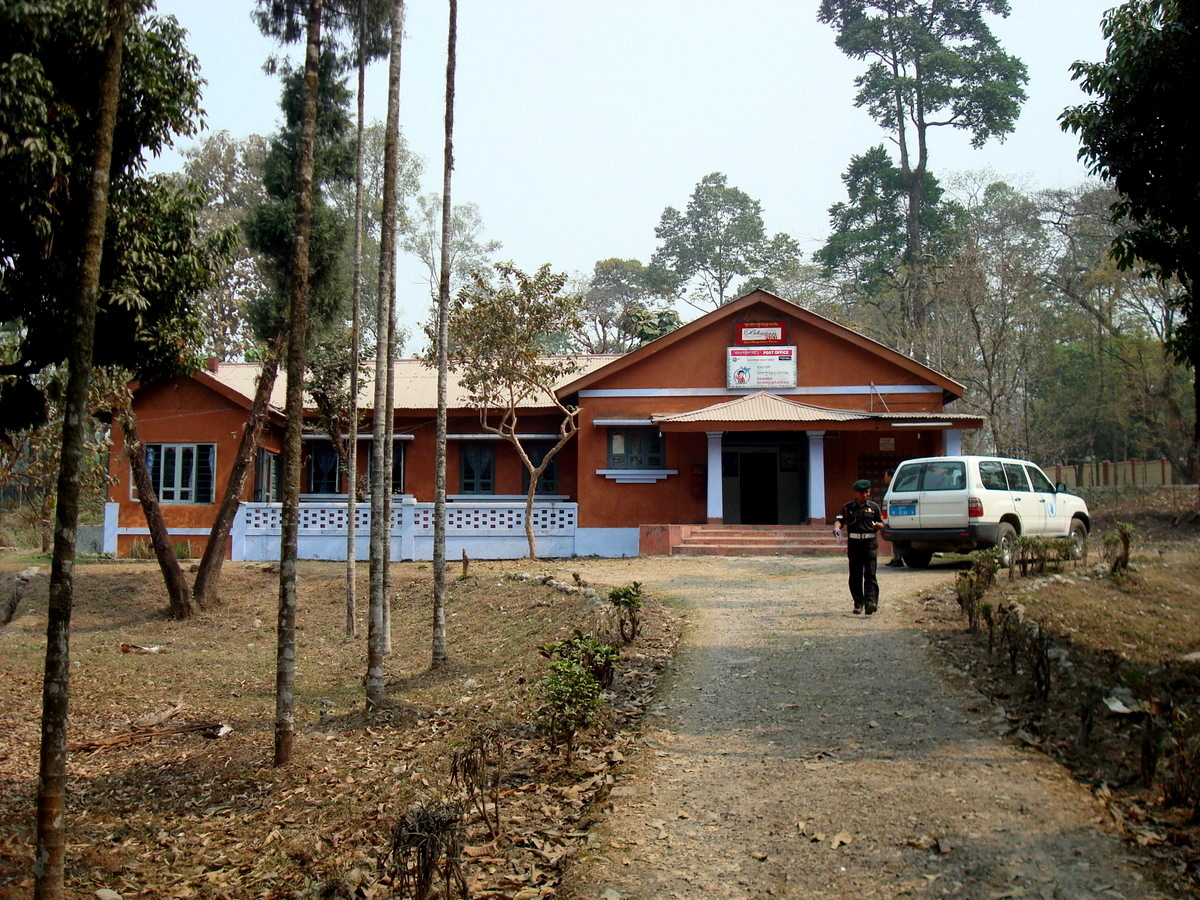
サムツェにある郵便局